# Hörups socken
Hörups socken i Skåne ingick i Ingelstads härad, ingår sedan 1971 i Ystads kommun och motsvarar från 2016 Hörups distrikt.
Socknens areal är 13,49 kvadratkilometer varav 13,41 land. År 2000 fanns här 337 invånare. Nordöstra delen av tätorten Löderup samt invid denna kyrkbyn Hörup med sockenkyrkan Hörups kyrka ligger i socknen.

## Administrativ historik
Socknen har medeltida ursprung. 
Vid kommunreformen 1862 övergick socknens ansvar för de kyrkliga frågorna till Hörups församling och för de borgerliga frågorna bildades Hörups landskommun. Landskommunen uppgick 1952 i Löderups landskommun som 1971 uppgick i Ystads kommun samtidigt som området överfördes till Malmöhus län. Församlingen uppgick 2002 i Löderups församling.
1 januari 2016 inrättades distriktet Hörup, med samma omfattning som församlingen hade 1999/2000.  
Socknen har tillhört län, fögderier, tingslag och domsagor enligt vad som beskrivs i artikeln Ingelstads härad. De indelta soldaterna tillhörde Södra skånska infanteriregementet, Ingelsta kompani och Skånska dragonregementet, Borreby skvadron, Borreby kompani.

## Geografi
Hörups socken ligger öster om Ystad. Socknen är en småkuperad odlingsbygd.

## Fornlämningar
Tre boplatser och lösfynd från stenåldern är funna. Från bronsåldern finns sex gravhögar. Från järnåldern finns flatmarksgravar. 

## Namnet
Namnet skrevs 1491 Höffwerp och kommer från kyrkbyn. Förleden har oklar tolkning. Efterleden är torp, 'nybygge'.